# 匂宮三帖
| 源氏物語五十四帖 |        |    |        |
| 各帖のあらすじ   |        |    |        |
| 帖               | 名     | 帖 | 名     |
| 1                | 桐壺   | 28 | 野分   |
| 2                | 帚木   | 29 | 行幸   |
| 3                | 空蝉   | 30 | 藤袴   |
| 4                | 夕顔   | 31 | 真木柱 |
| 5                | 若紫   | 32 | 梅枝   |
| 6                | 末摘花 | 33 | 藤裏葉 |
| 7                | 紅葉賀 | 34 | 若菜   |
| 8                | 花宴   | 35 | 柏木   |
| 9                | 葵     | 36 | 横笛   |
| 10               | 賢木   | 37 | 鈴虫   |
| 11               | 花散里 | 38 | 夕霧   |
| 12               | 須磨   | 39 | 御法   |
| 13               | 明石   | 40 | 幻     |
| 14               | 澪標   | 41 | 雲隠   |
| 15               | 蓬生   | 42 | 匂宮   |
| 16               | 関屋   | 43 | 紅梅   |
| 17               | 絵合   | 44 | 竹河   |
| 18               | 松風   | 45 | 橋姫   |
| 19               | 薄雲   | 46 | 椎本   |
| 20               | 朝顔   | 47 | 総角   |
| 21               | 少女   | 48 | 早蕨   |
| 22               | 玉鬘   | 49 | 宿木   |
| 23               | 初音   | 50 | 東屋   |
| 24               | 胡蝶   | 51 | 浮舟   |
| 25               | 蛍     | 52 | 蜻蛉   |
| 26               | 常夏   | 53 | 手習   |
| 27               | 篝火   | 54 | 夢浮橋 |

匂宮三帖（におうみやさんじょう）とは、源氏物語における匂宮、紅梅、竹河の三帖をいう。

## 概要
匂宮、紅梅、竹河の三帖から構成される匂宮三帖は、巻序の上では第二部の最終巻である幻または内容の存在しない雲隠に続く位置にあり、宇治十帖の第1帖である橋姫に続く位置にある。源氏物語を光源氏を主人公とする正編と光源氏の死後を描く続編に二分したときの続編のはじめ三帖であり、源氏物語を三つの部分に分けたときの第三部のはじめ三帖でもある。

## 位置付け
源氏物語において「○○何帖」とまとめて取り扱われるものは、玉鬘十帖には玉鬘を主人公とした玉鬘物語が描かれており、宇治十帖では宇治を舞台とした大姫・中姫物語と浮舟物語とが描かれているなど、何らかのまとまった話が描かれているのが通例であるが、この匂宮三帖では全体としてまとまった話が描かれているわけではなく、
- 匂宮（光源氏一族）
- 紅梅（左大臣家・頭中将・柏木・紅梅らの一族）
- 竹河（髭黒・玉鬘らの一族）

という正編で描かれている主要な一族の光源氏死後の出来事を、一族ごとにそれぞれ相互に独立して描いたものであると考えられ、巻序の上では連続しているとはいえこの「匂宮三帖」は、それ全体としてのまとまりはあまりあるとはいえない。

## 後記説・別作者説
この部分は後続する宇治十帖まで含めて年立が複雑に絡み合い、しばしば官位の矛盾とされるものなども指摘されることがあるなどの問題を抱えている。またこの部分は古い時代の源氏物語巻名目録ではしばしば現在のものとは異なる巻序で記されていることがある。このような理由から、この匂宮三帖全体または匂宮三帖に含まれる個々の巻についてはしばしば後記説や別作者説が唱えられている。